# 七色 (曲)
「七色」（なないろ） は、松浦航大の楽曲。2021年8月25日にビクターミュージックアーツより、各種音楽配信サービスにてリリースされた。

## 概要
- 前作『オリジナリティ』以来約2か月ぶりのリリースとなる。
- 本作の作詞作曲は、松浦のものまねのレパートリーにもなっているwacciの橋口洋平が手掛けている[4][5]。
- ミュージックビデオは2021年9月1日にYouTube上に公開される[6]。

## 収録内容
| #         | タイトル  | 作詞・作曲 | 編曲      | 時間 |
| --------- | --------- | ---------- | --------- | ---- |
| 1.        | 「七色」  | 橋口洋平   | 小川ハル  | 4:48 |
| 合計時間: | 合計時間: | 合計時間:  | 合計時間: | 4:48 |